# Conte di Lancaster
Conte di Lancaster, (in inglese: Earl of Lancaster), è un titolo ereditario della nobiltà inglese della Parìa inglese. Creato nel 1267, è unito alla Corona d'Inghilterra nel 1399.
La contea del Lancashire si trova al nord-ovest dell'Inghilterra.